# 千葉市昭和の森公園
千葉市昭和の森（ちばししょうわのもり、英：Showa no Mori Park）は、千葉県千葉市緑区にある都市公園（総合公園）である。名称に公園はつかない。敷地面積は約100haと千葉市内最大規模の公園であり、広場、遊び場、キャンプ場、野球場、テニスコート、サイクリングコース、ウォーキングコース、展望台、アウトドア施設、宿泊施設等多くの施設がある。園内には遺跡も保存されており、荻生道遺跡は県指定史跡に指定されている。公園は一部を県立九十九里自然公園に指定され、日本の都市公園100選、房総の魅力500選にも選定されている。

## 概要

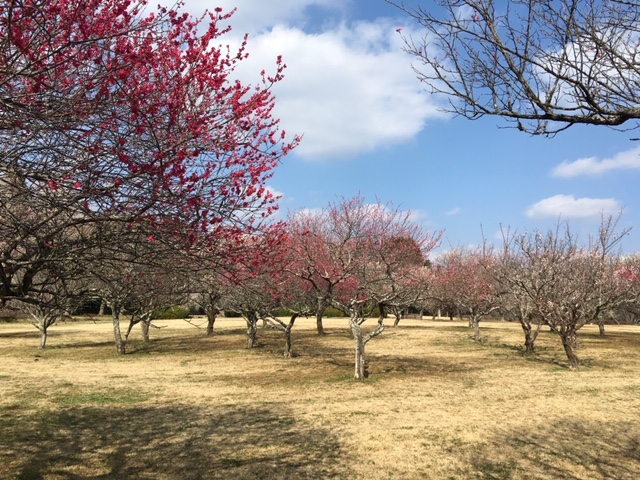
千葉市昭和の森公園の梅林

千葉市の中心部から東南に約18km、緑区土気地区に位置する面積105.8ha、南北2.3km、東西0.8kmの市内最大、県内でも有数の規模を誇る総合公園である。
公園の西側は、標高60mから90mの下総台地に連なり、東側は九十九里平野と下総台地を分ける高低差約50mの崖地（海食崖）に接している。展望台（標高101m）からは、九十九里平野と太平洋の水平線が一望できる。
公園の一部が県立九十九里自然公園に指定され、良好な自然環境が残されているため、四季を通じて草花や樹木、野鳥や昆虫など多くの種類の植物や生物を見ることができる。3月 - 4月には菜の花や桜が、5月 - 6月上旬にはツツジやサツキが、6月 - 7月はハナショウブとアジサイが、6月 - 8月まではスイレンなどの花々が季節ごとに楽しめる。施設も充実しており、自然公園、遊び場、キャンプ場、野球場、テニスコート、サイクリングコース、ウォーキングコースなど多くの施設がある。各有料施設（駐車場、サイクリングセンター、野球場、テニスコート）については、株式会社昭和の森協力会によって運営されている。
また、1989年（平成元年）には、国を代表する公園の一つとして「日本の都市公園100選」に選定される。
園内の旧ユースホステルは、その跡地を合宿、キャンプ、公園、スポーツ施設を融合した複合施設を設計・改修工事を実施しており2014年（平成26年）4月、野外活動ゾーンにて「昭和の森フォレストビレッジ」としてリニューアルオープンした。

## 園内の構成
公園内はレクリエーションゾーン、展望ゾーン、中央林間ゾーン、宿泊・野外活動ゾーン、スポーツゾーンの5つに分かれている。各ゾーンには次のような施設等がある。

### レクリエーションゾーン
- 太陽の広場
- 冒険の広場
- もみじ広場
  - ローラーすべり台
  - アスレチック遊具
- 市町村の森
- 辰ヶ台遺跡（たつがだいいせき）[6]
- 花畑
- サイクリングセンター
  - サイクリングコース

### 展望ゾーン
- 展望広場
- 展望台

### 中央林間ゾーン
- お花見広場
- 梅林
- ハナショウブ園
- アジサイ園
- 下夕田池（しもんたいけ）
- 竹林

### スポーツゾーン
- 球技場
- テニスコート

### 宿泊・野外活動ゾーン
- 宿泊施設「昭和の森フォレストビレッジ」（後述）

## 昭和の森フォレストビレッジ
昭和の森フォレストビレッジは、公園内の「宿泊・野外活動ゾーン」に位置するキャンプ場を主とした宿泊施設。
旧千葉市ユースホステルを改修し、指定管理者が運営を行っている。下記の施設がある。
- キャンプ場
  - オートキャンプサイト
  - フリーキャンプサイト
  - 芝生サイト
- BBQエリア
- ファイヤーエリア
- フットサルフィールド
- フォレストロッジ
- 管理棟

## 荻生道遺跡
荻生道遺跡（おぎゅうみちいせき）は、公園内に保存された遺跡（集落跡）。周辺には辰ヶ台遺跡（たつがだい）、小食土廃寺跡（やさしど）のような遺跡も保存されている。
村田川の上流、標高約90mの台地上に位置する昭和の森公園は、1975年（昭和50年）4月に開園したが、1976年（昭和51年度）の整備工事に伴う事前調査で、荻生道遺跡の発掘調査が行われた。
発掘調査によると、古墳時代後期の円墳3基のほか、奈良時代および平安時代の、掘立柱建物跡14棟、竪穴建物跡75軒とともに周堀を伴う遺構1基が検出された。この遺構は、東西42m、南北30mの長方形の区画の中に、間口5間、奥行3間の掘立柱建物跡2棟が東西に対称的に配置されるものであった。この建物配置は、住吉大社（大阪市）の第三本宮と第四本宮のように並列する建物配置と類似していることから、古代の神社遺構ではないかという説もある。周堀を伴う遺構が公園として保存のうえ県の史跡に指定された。
| 名称             | 荻生道遺跡                     |
| ふりがな         | おぎゅうみちいせき             |
| 指定（指定年度） | 県指定（1979年）               |
| 区分／種別       | 史跡                           |
| 時代             | 奈良                           |
| 所在地           | 緑区小食土町（昭和の森公園内） |
| 所有者           | 個人所有                       |
| 公開／非公開     | 公開                           |

## 施設情報

### 基本情報
| 施設名         | 昭和の森                                       |
| 所在地         | 千葉県 千葉市 緑区土気町22                     |
| 定休日/休業日  | 無休                                           |
| 駐車場         | あり（有料）                                   |
| 施設オプション | トイレ設備あり                                 |
| 備考           | 小学校1・2年生の貸自転車の利用には保護者が必要 |

### バリアフリー
障害者等用駐車スペース（4台）、AED設置、車椅子対応スロープ、車椅子対応トイレ、ベビーベッド、車いす貸出あり
園内はバリアフリー化されており、設備的には段差や傾斜などがほぼ解消され車椅子での利用が十分に配慮されている。

## 交通

### 公共交通機関

#### 鉄道
- JR東日本「土気駅」から徒歩約30分
  -  外房線（横須賀・総武線（快速）直通）
  -  外房線（京葉線・東金線直通）

#### バス
- 千葉中央バス
  - 「あすみが丘東線」：土気駅 - 昭和の森西 - 昭和の森 - あすみが丘東4丁目 - あすみが丘ブランニューモール
  - 「大網線」：鎌取駅 - 誉田駅 - 村境 - 土気駅 - 昭和の森 - 小食土 - 大網駅

### 自動車

#### 高速道路
- 千葉東金道路「中野IC（土気）」
  - 千葉県道131号土気停車場千葉中線経由、千葉県道20号千葉大網線沿い

#### 駐車場
- 駐車場有（有料、普通車1日400円、バス1日1500円）